# Torsten Svensson (statsvetare)
Torsten Svensson, född 1954, är en svensk statsvetare och professor i statskunskap.

## Biografi
Svensson disputerade 1994 på avhandlingen Socialdemokratins dominans: en studie av den svenska socialdemokratins partistrategi. Avhandlingen angavs av Bo Rothstein kartlägga mekanismerna bakom SAP:s politiska makt på ett mer noggrant sätt än någonsin tidigare.
År 1996 gav han på uppdrag av Expertgruppen för studier i offentlig ekonomi ut rapporten Novemberrevolutionen : om rationalitet och makt i beslutet att avreglera kreditmarknaden 1985. Han studerar där ett av 80-talets mest omdiskuterade ekonomisk-politiska beslut. Svensson konstaterar där att förvånansvärt få var involverade i de aktuella besluten, där processen i praktiken drevs av en mindre grupp i riksbanken.
Han var 1999 medförfattare till SOU 1999:121 Avkorporativisering och lobbyism - konturerna till en ny politisk modell. Rapporten drar slutsatsen att lobbyingen i Sverige har professionaliserats och att näringslivet har ökat sitt inflytande på den politiska scenen på bekostnad av organisationerna för löntagarna, arbetsgivarna och jordbruket. Rapportens slutkläm är pessimistisk och varnar för att lobbyismen kan bli ett allvarligt demokratiskt problem.
Svensson utsågs 2009 till professor i statskunskap vid Uppsala universitet, och har därefter bland annat varit vicerektor för vetenskapsområdet för humaniora och samhällsvetenskap mellan 2015 och 2020.
Svenssons publicering har (2025) enligt Scopus närmare 500 citeringar och ett h-index på 10.